# 深谷皇
深谷 皇（ふかや こう、1991年9月4日 - ）は、日本の元競泳選手。
富士通所属。愛知県出身。

## 略歴
愛知県立知立東高等学校から早稲田大学に進学。卒業後、富士通に入社。

## 成績
- 2009年

インターハイ 200mバタフライ：3位
国民体育大会 同種目：3位
- 2013年

日本学生選手権水泳競技大会 200mバタフライ：準優勝（メドレーリレー：優勝）
東アジア大会 200mバタフライ：優勝

## 自己ベスト
- 100mバタフライ：52秒85
- 200mバタフライ：1分56秒35